# Rally San Agustín de 1984
El Rally San Agustín de 1984, oficialmente 9.º Rallye San Agustín-Gran Premio Caja de Ahorros, fue la novena edición y la séptima cita de la temporada 1984 del Campeonato de España de Rally. Se celebró del 18 al 19 de agosto y contó con un itinerario de dieciocho tramos que sumaban un total de 172 km cronometrados.

## Itinerario
| Día   | Tramo | Nombre      | Distancia | Hora  |
| ----- | ----- | ----------- | --------- | ----- |
| Día 1 | TC1   | San Pedro   | 9.30 km   | 18:19 |
| Día 1 | TC2   | Villar      | 10.00 km  | 19:05 |
| Día 1 | TC3   | Santoteso   | 13.00 km  | 19:35 |
| Día 1 | TC4   | San Pedro   | 9.30 km   | 20:26 |
| Día 1 | TC5   | Villar      | 10.00 km  | 21:12 |
| Día 1 | TC6   | Santoteso   | 13.00 km  | 21:50 |
| Día 1 | TC7   | San Pedro   | 9.30 km   | 22:41 |
| Día 1 | TC8   | Villar      | 10.00 km  | 23:27 |
| Día 1 | TC9   | Santoteso   | 13.00 km  | 23:57 |
| Día 2 | TC10  | Somao       | 12.00 km  | 02:36 |
| Día 2 | TC11  | Fallona     | 5.20 km   | 03:16 |
| Día 2 | TC12  | Xago-Endasa | 8.00 km   | 04:00 |
| Día 2 | TC13  | Somao       | 12.00 km  | 04:46 |
| Día 2 | TC14  | Fallona     | 5.20 km   | 05:26 |
| Día 2 | TC15  | Xago-Endasa | 8.00 km   | 06:17 |
| Día 2 | TC16  | Somao       | 12.00 km  | 07:03 |
| Día 2 | TC17  | Fallona     | 5.20 km   | 07:43 |
| Día 2 | TC18  | Xago-Endasa | 8.00 km   | 08:27 |

## Clasificación final
| Pos. | Piloto           | Copiloto           | Automóvil            | Tiempo  | Diferencia |
| ---- | ---------------- | ------------------ | -------------------- | ------- | ---------- |
| 1.   | Antonio Zanini   | Josep Autet        | Ferrari 308 GTB      | 1:45:25 | 0.0        |
| 2.   | Genito Ortiz     | Guillermo Barreras | Renault 5 Turbo      | 1:45:27 | +0:02      |
| 3.   | Beny Fernández   | José Luis Sala     | Porsche 911 SC RS    | 1:47:12 | +1:47      |
| 4.   | Josep Arqué      | Joan Amills        | Opel Manta GT/E      | 1:57:54 | +12:29     |
| 5.   | Bernardo Cardín  | Raúl Gancedo       | Lancia 037 Rally     | 1:58:55 | +13:30     |
| 6.   | Carles Santacreu | Antonio Santacreu  | Opel Ascona B 2.0 SR | 2:00:09 | +14:44     |
| 7.   | Josep Alsina     | Joaquím Alsina     | Talbot Samba Rallye  | 2:02:26 | +17:01     |
| 8.   | Joaquím González | Felipe Muñiz       | Fiat 131 Abarth      | 2:04:25 | +19:00     |
| 9.   | Freddy           | Emilio Jaquetti    | Ford Fiesta XR2 Mk1  | 2:05:32 | +20:07     |
| 10.  | Rafael Martorell | Gràcia Bou         | Talbot Samba S       | 2:06:04 | +20:39     |